# 小司马
小司马，是中国古代官职，夏官的属官，为大司马的副职，掌戎政。（《周礼·夏官·小司马》：“小司马之职掌，凡小祭祀、会同、飨射、师田、丧纪，掌其事如大司马之法。”）。北周仿《周礼》设官，也设有小司马（见《通典·职官·秩品四》）。隋以后对兵部侍郎的别称也叫小司马，又称少司马。

## 出處
《周礼.夏官司马第四》 ：惟王建国，辨方正位，体国经野，设官分职，以为民极。乃立夏官司马，使师其属而掌邦政，以佐王平邦国。政官之属：大司马，卿一人。小司马，中大夫二人。军司马，下大夫四人。舆司马，上士八人。
小司马之职，掌凡小祭祀。会同、飨射、师田、丧纪，掌其事，如大司马之法。